# Goldmine (Gabby Barrett)
Goldmine è il primo album in studio della cantante statunitense Gabby Barrett, pubblicato il 19 giugno 2020 dalla Warner Nashville.

## Pubblicazione e promozione
Gabby Barrett ha iniziato a scrivere canzoni per Goldmine tra il 2018 e il 2019. Il singolo apripista I Hope, supportato da un remix in collaborazione con il cantante Charlie Puth, ha raggiunto la vetta delle classifiche Country Airplay, Hot Country Songs, Adult Top 40 e Radio Songs, giungendo alla 3ª posizione della Billboard Hot 100. Il 7 giugno 2020  The Good Ones è stato inviato alle radio statunitensi come secondo singolo estratto.

## Accoglienza
Stephen Thomas Erlewine di AllMusic ha definito il sound di Goldmine è avvolto in un gloss digitale progettato per attirare una serie di classi demografici diverse. Per Variety, Brian Mansfield ha paragonato la voce della cantante a quella di Carrie Underwood, elogiando inoltre gli hook delle canzoni.

## Tracce
1. I Hope – 3:31
2. Thank God – 2:59
3. Write It on My Heart – 3:00
4. Footprints on the Moon – 3:10
5. You're the Only Reason – 3:00
6. Goldmine – 2:42
7. The Good Ones – 3:35
8. Jesus & My Mama – 3:31
9. Hall of Fame – 3:21
10. Got Me (featuring Shane & Shane) – 3:56
11. Rose Needs a Jack – 2:46
12. Strong – 3:26
13. I Hope (feat. Charlie Puth) – 3:30

## Successo commerciale
Nella Top Country Albums statunitense Goldmine ha esordito in 4ª posizione con 20 000 unità. Nella prima settimana ha accumulato 15,98 milioni di riproduzioni streaming, infrangendo il record per il maggior numero di stream settimanali per quanto riguarda  gli album di debutto femminili di genere country.

## Classifiche

### Classifiche settimanali
| Classifica (2020) | Posizione massima |
| ----------------- | ----------------- |
| Canada            | 53                |
| Stati Uniti       | 27                |

### Classifiche di fine anno
| Classifica (2020) | Posizione |
| ----------------- | --------- |
| Stati Uniti       | 183       |